# Carson County
Carson County är ett administrativt område i delstaten Texas, USA, med 6 182 invånare (2010). Den administrativa huvudorten (county seat) är Panhandle.  

## Geografi
Enligt United States Census Bureau så har countyt en total area på 2 393 km². 2 391 km² av den arean är land och 3 km² är vatten. 

### Angränsande countyn
- Hutchinson County - norr
- Roberts County - nordost
- Gray County - öster
- Armstrong County - söder
- Potter County - väster
- Moore County - nordväst